# Victoire sur tapis vert
Dans le domaine du sport, l'expression Victoire sur tapis vert (parfois gagner sur tapis vert ou encore gagner au tapis vert) désigne une victoire (et donc la défaite de l'adversaire) dans une compétition sportive dont le résultat est entériné par une décision purement administrative ou judiciaire. 

## Contexte
Un résultat peut être modifié ultérieurement, conduisant les instances sportives ou judiciaires à annuler ou bien modifier un résultat :
- En cas de dopage
- En cas de triche avérée (corruption, match truqué)
- En cas d'irrégularité administrative (sportif non-éligible)

Quand une rencontre ne peut avoir lieu ou bien est interrompue, mais qu'un résultat est nécessaire pour la suite d'une compétition ou d'un tournoi : 
- Si une rencontre, ne peut pas se tenir pour des raisons totalement indépendantes des sportifs ou des organisateurs, comme lors de conditions météorologiques extrêmes. Les instances sportives peuvent alors imposer un résultat administratif (match nul) et considérer une rencontre comme non-joué.

- Si une rencontre, ne peut se tenir ou ne peut se terminer pour des causes qui se relèvent être de la responsabilité d'une des parties impliquées, alors une victoire sur tapis vert et des sanctions supplémentaires peuvent être appliquées à la partie considérée comme responsable (amendes, suspensions, retrait de points, exclusions).

- Enfin, en cas de défaut de présence de l'adversaire, une victoire par forfait est appliquée.

## Cas notables

### Football
Pendant la pandémie de Covid-19, pour des raisons sanitaires certains matches de la Ligue des nations de l'UEFA 2020-21 furent annulés. La rencontre entre la Roumanie et la Norvège devait avoir lieu le 15 novembre 2020. Cependant, la sélection scandinave fut interdite de déplacement à Bucarest par les autorités norvégiennes après un cas positif au Covid-19 au sein de la sélection norvégienne. Quelques jours plus tard, l'UEFA donne la victoire aux Roumains sur tapis vert (3-0).

### Rugby à XV
Lors de la Coupe du monde de rugby à XV 2019 au Japon, plusieurs rencontres sont annulées à cause du typhon Hagibis, notamment le match de la Nouvelle-Zélande face à l'Italie. World Rugby déclare le match non-joué, les deux équipes reçoivent chacune 2 points pour le match nul (0-0). Les Italiens sont donc éliminés sans même avoir pu défendre leurs chances sur le plan sportif.